# 숀 리빙스턴
숀 패트릭 리빙스턴(Shaun Patrick Livingston, 1985년 9월 11일 ~ )은 미국 프로 농구 골든스테이트 워리어스 선수였다. 키 201 cm(6'7"), 몸무게 87 kg(192 lbs)의 장신 가드이다. 19~20 시즌 토론토 랩터스와의 파이널을 끝으로 은퇴하게 되었다.

## 선수 경력
높은 타점의 턴어라운드 점퍼가 잘 들어가는 선수이다.